# Andelot-Blancheville
Andelot-Blancheville je francouzská obec v departementu Haute-Marne v regionu Grand Est.

## Obyvatelstvo
V roce 2009 zde žilo 919 obyvatel. V roce 2018 v obci žilo 865 obyvatel.